# Challenger de Oeiras III 2022
El torneo Open de Oeiras III 2022 fue un torneo de tenis perteneció al ATP Challenger Tour 2022 en la categoría Challenger 80. Se trató de la 7ª edición; el torneo tuvo lugar en la ciudad de Oeiras (Portugal), desde el 20 de junio hasta el 26 de junio de 2022 sobre pista de tierra batida al aire libre.

## Jugadores participantes del cuadro de individuales
| Favorito | País                 | Jugador                 | Rank1 | Posición en el torneo |
| -------- | -------------------- | ----------------------- | ----- | --------------------- |
| 1        | Bandera de España    | Roberto Carballés Baena | 91    | Primera ronda         |
| 2        | Bandera de Argentina | Facundo Bagnis          | 108   | Semifinales           |
| 3        | Bandera de Chile     | Nicolás Jarry           | 136   | Semifinales           |
| 4        | Bandera de Brasil    | Daniel Dutra da Silva   | 236   | Primera ronda         |
| 5        | Bandera vacío        | Evgeny Karlovskiy       | 250   | Primera ronda         |
| 6        | Bandera de Japón     | Kaichi Uchida           | 258   | CAMPEÓN               |
| 7        | Bandera de Suiza     | Johan Nikles            | 260   | Segunda ronda         |
| 8        | Bandera de Francia   | Laurent Lokoli          | 268   | Primera ronda         |

- 1 Se ha tomado en cuenta el ranking del 13 de junio de 2022.

### Otros participantes
Los siguientes jugadores recibieron una invitación (wild card), por lo tanto ingresan directamente al cuadro principal (WC):
- Pedro Araújo
- Tiago Cação
- João Domingues

Los siguientes jugadores ingresan al cuadro principal tras disputar el cuadro clasificatorio (Q):
- Thomaz Bellucci
- Pedro Boscardin Dias
- Lucas Gerch
- Oscar José Gutiérrez
- Alexandar Lazarov
- Alex Rybakov

## Campeones

### Individual Masculino
- Kaichi Uchida derrotó en la final a  Sadio Doumbia,

### Dobles Masculino
- Sadio Doumbia /  Fabien Reboul derrotaron en la final a  Robert Galloway /  Alex Lawson, 6–3, 3–6, [15–13]